# Республиканская левая
Республиканская левая (исп. Izquierda Republicana, IR) — левоцентристская леволиберальная партия, основанная в 1934 году в результате объединения партий Республиканское действие, Автономной галисийской республиканской организации и Независимой радикально-социалистической республиканской партии.
Одна из ведущих партий Второй Испанской республики времён гражданской войны. После установления диктатуры Франко партия практически исчезла с политической сцены, действуя в изгнании в Мексике. Влилась в состав Испанского демократического республиканского действия. Возрождена в Испании после смерти Франко. Представлена в нескольких местных советах.

## История

### Вторая республика
После разгромного поражения левых республиканцев на выборах 1933 года были предприняты ряд попыток объединить разрозненные левоцентристские республиканские партии. Одну из них осуществили в 1934 году Мануэль Асанья Диас (Республиканское действие), Марселино Доминго (независимые радикал-социалисты) и Сантьяго Касарес Кирога (галисийские республиканцы-автономисты), создав партию Республиканская левая. К новой партии также присоединились ещё несколько мелких организаций, такие как партии республиканцев-автономистов Алавы и Наварры, а также Федерация республиканцев-центристов Гипускоа. Параллельно в Каталонии левыми республиканцами была создана Левая республиканская партия (кат. Partit Republicà d'Esquerra).
Среди учредителей Республиканской левой было немало крупных деятелей политической и культурной жизни того времени, таких как учёный-химик Хосе Хираль, писатель Альваро де Альборнос, юрист Виктория Кент (одна из трёх первых в Испании женщин-депутатов), писатель, журналист и педагог Луис Бельо, архитектор Хосе Лино Ваамонде, архитектор и вольнодумец Амос Сальвадор Каррерас. Первым президентом Национального совета партии стал видный политик-республиканец Мануэль Асанья Диас. Печатным органом партии стала газета «Политика» (исп. Política).
В выборах 1936 года партия приняла участие в составе широкой республиканской коалиции Народный фронт (союзная Левая республиканская партия в составе Левого фронта) и завоевала 80 мест в парламенте, став третьей по количеству мандатов после социалистов и правых из CEDA. 19 февраля 1936 года, всего через три дня после победы Народного фронта Мануэль Асанья во второй раз занимает пост премьер-министра и, заручившись поддержкой социалистов, формирует свой кабинет из представителей Республиканской левой и дружественной партии Республиканский союз. В новое правительство вошли 9 членов партии.
7 апреля 1936 года, победивший Народный фронт, опасаясь, что президент Нисето Алькала Самора встанет на сторону правых сил, добился его отставки, возпользовавшись конституционным положением о том, что парламент может отрешить от должности главу государства, дважды распустившего кортесы. Правые же не оказали президенту никакой поддержки, не рассматривая его в качестве своего союзника. 10 мая новым президентом страны был выбран Асанья, занимавший свою должность вплоть до отставки 1 марта 1939 года.
13 мая 1936 года преемником Асаньи на посту главы правительства стал Сантьяго Касарес Кирога, сформировавший свой кабинет из 8 представителей Республиканской левой, 2 членов Республиканского союза, 2 независимых и одного каталонского левого республиканца. Свою должность он занимал 67, до 19 июля, когда ушёл в отставку из-за того, что оказался не в состоянии вовремя признать угрозу антиреспубликанского переворота, приведшего к началу гражданской войны. После этого, во главе правительства встал ещё один представитель Республиканской левой, Хосе Хираль и Перейра, взявший в свой кабинет 6 однопартийцев. Он возглавлял Совет министров 47 дней и ушёл в отставку 4 сентября, после потери Эстремадуры.
Республиканская левая входила во все правительства Народного фронта вплоть до отставки последнего из них 1 апреля 1939 года. Но если до сентября 1936 года и начала гражданской войны левые республиканцы занимали большинство министерских постов, то позже уже доминировали социалисты.

### В изгнании
После поражения в гражданской войне многие члены Республиканской левой были вынуждены покинуть Испанию. Оказавшись в изгнании в Мексике они стали опорой правительства Республики в изгнании, всегда утверждая, что явное упоминание об идеологической принадлежности его участников можно избежать, чтобы не вызывать подозрений или обида. 11 мая 1940 года исполняющим обязанности президента Испанской республики в изгнании стал левый республиканец Альваро де Альборнос и Лиминиана, который исполнял обязанности президента до 17 августа 1945 года. В этот день новым президентом был избран один из лидеров Республиканского союза Диего Мартинес Баррио, а главой второго правительства в изгнании стал левый республиканец Хосе Хираль и Перейра, занимавший свою должность до 9 февраля 1947 года. После недолгого пребывания на посту премьер-министра в изгнании социалиста Родольфо Льописа Феррандиса правительства в изгнании 8 августа 1947 года вновь возглавил левый республиканец, Альваро де Альборнос.
В 1951 году Республиканская левая покинула правительство после того как президент Мартинес Баррио доверил формирование нового правительства члену своей партии Республиканский союз.
Находясь в изгнании Республиканская левая участвовала в работе организаций, выступающих против диктатуры генерала Франко. В июле 1959 года левые республиканцы совместно с Республиканским союзом приняли участие в разработке «Манифеста основания и базовых доктрин Испанского демократического республиканского действия» (исп. «Manifiesto de Fundación y Bases Doctrinales de Acción Republicana Democrática Española»). Через год в Париже с 16 по 18 июня 1960 года обе стороны объединились, проведя учредительный съезд партии Испанское демократическое республиканское действие (исп. Acción Republicana Democrática Española, ARDE).

### Возрождение
После смерти Франко и принятия Закона о политической реформе группа членов исторической Республиканской левой и ARDE решили воссоздать партию. В Реестр политических партий возрождённая Республиканская левая была включена только 10 ноября 1977 года, что не позволило ей участвовать в первых свободных выборах после падения диктатуры. Создатели возрождённой партии, хотя ранее и состояли в ARDE, отрицали её факт объединения с любой другой партией, настаивая на том, что не возрождают Республиканскую левую, а легализуют её. В 1983—1986 годах партия входила в Платформу Референдум по НАТО (исп. Plataformas del Referéndum OTAN). В апреле 1986 года Республиканская левая участвовала в создании коалиции «Объединённые левые».

### 2000-е
В 2002 году руководство Республиканской левой решило покинуть ряды левой коалиции из-за разногласий с другими её участниками при разработке новой программы. Таким образом, в выборах в Конгресс депутатов 2004 года партия участвовала со своими списками на выборах, за исключением Валенсии, где она была частью местной коалиции «Объединённые левые — Соглашение» (кат. Esquerra Unida - L'Entesa). На выборах в Сенат левые республиканцы образовали Республиканско-социалистическую коалицию вместе с Партией социалистического действия. За кандидатов Республиканской левой в Конгресс депутатов было отдано 16 993 голоса (0,07 %). На выборах в Европарламент того же 2004 года левые республиканцы участвовали в составе коалиции «Объединённые левые — Инициатива для Каталонии — Зелёные».
В 2004 году Республиканская левая отметила 70-ю годовщину со дня создания исторической Республиканской левой. В том же году в городе Леон прошёл XVII Федеральный конгресс партии, на котором были приняты новый устав и руководящие принципы.
27—28 октября 2007 года состоялся XVIII Федеральный конгресс, на котором был избран новый Федеральный исполнительный комитет, генеральным секретарём стал Хорхе Амаро Леборейро, профессор философии, а президентом — Пабло Родригес Кортес. В выборах 2008 года, из-за внутренних разногласий, левые республиканцы смогли выставить свои списки только в Астурии, Каталонии и Валенсии (вместе с  «Объединёнными левыми Валенсийской страны»). Без учёта результатов в Валенсии партия смогла получить только 2899 голосов.
12 ноября 2008 года Генеральный секретарь партии умер от сердечного приступа. В этой ситуации президент партии Пабло Родригес созвал совещание Федерального политического комитета, который принял решение о созыве внеочередного съезда с целью избрать нового Генерального секретаря и определить политику, которой следует придерживаться Республиканской левой. Новым генсеком был избран Хоакин Родеро Картера, ранее региональный секретарь Республиканской левой Кастилии и Леона. Тогда же был рассмотрен вопрос о восстановлении членства партии в коалиции «Объединённые левые». В итоге было решено разрешить свободное членство в «Объединённых левых» для всех желающих, а также принять активное участие в проекте «Переоснование левых» (исп. Refundación de la Izquierda).
Из-за внутреннего конфликта Республиканская левая не смогла принять участие в выборах в Европейский парламент 2009 года в составе коалиции «Левая» (исп. La Izquierda). В то же время Хоакин Родеро был включён в список левой коалиции в качестве независимого кандидата под номером семь, а партия агитировала своих сторонников проголосовать за список «Объединённые левые — Левая», хотя формально и не являлась его частью.
На внеочередном конгрессе в июне 2010 года новым Генеральным секретарём был избран Франсиско Хавьер Касадо Арбоньес, президентом вновь был переизбран Пабло Родригес Кортес. Также было принято решение участвовать в проекте «Переоснование левых», целью которого было заново сплотить все политические силы левее ИСРП. 13 декабря 2010 года Республиканская левая поддержала всеобщую забастовку в Испании. Кроме того, в том же в 2010 году партия приняла участие в каталонских выборах, на которых поддержала кандидатов коалиции «Инициатива для Каталонии — Зелёные — Объединённые левые и альтернатива».

### 2010-е
5 февраля 2011 года Республиканская левая официально вернулась в состав коалиции «Объединённые левые».
В феврале 2015 года левые республиканцы провели свой XIX Федеральный конгресс, на котором Генеральным секретарём был избран Фран Перес Эстебан.

## Участие в правительстве
В период с 1936 по 1939 год посты в правительстве занимали следующие члены Республиканской левой:
- IV кабинет Асаньи (19.02.1936—13.05.1936): Мануэль Асанья Диас (премьер-министр), Габриэль Франко Лопес (министр имущества), Энрике Рамос и Рамос (министра труда, здравоохранения и социального обеспечения), Амос Сальвадор Каррерас (министр внутренних дел до 17.04.1936), Аугусто Барсия и Трельес (министр иностранных дел), Марселино Доминго Санхуан (министр образования и искусств), Сантьяго Касарес Кирога (министр общественных работ, с 17.04.1936 — министр внутренних дел), Мариано Руис-Фунес Гарсия (министр сельского хозяйства) и Хосе Хираль и Перейра (морской министр)
- Кабинет Сантьяго Касареса Кироги (13.05.1936 года—19.07.1936): Сантьяго Касарес Кирога (премьер-министр и военный министр), Энрике Рамос и Рамос (министр имущества), Аугусто Барсия и Трельес (министр иностранных дел), Франсиско Хосе Барнес Салинас (министр образования и искусств), Антонио Велао Оньяте (министр общественных работ), Мариано Руис-Фунес Гарсия (министр сельского хозяйства) и Хосе Хираль и Перейра (морской министр)
- Кабинет Хосе Хираля и Перейры (19.07.1936—4.09.1936): Хосе Хираль и Перейра (премьер-министр, до 22.08.1936 — морской министр, с 21.08.1936 — министр сельского хозяйства), Энрике Рамос и Рамос (министр имущества), Аугусто Барсия и Трельес (министр иностранных дел), Франсиско Хосе Барнес Салинас (министр образования и искусств), Антонио Велао Оньяте (министр общественных работ), Мариано Руис-Фунес Гарсия (министр сельского хозяйства до 21.08.1936)
- I кабинет Франсиско Ларго Кабальеро (4.09.1936 года—4.11.1936): Мариано Руис-Фунес Гарсия (министр юстиции), Хулио Хуст Химено (министр общественных работ), Хосе Хираль и Перейра (министр без портфеля)
- II кабинет Кабальеро (4.11.1936—17.05.1937): Хулио Хуст Химено (министр общественных работ), Карлос Эспла Рисо (министр пропаганды), Хосе Хираль и Перейра (министр без портфеля)
- I кабинет Хуана Негрина (17.05.1937—5.04.1938): Хосе Хираль и Перейра (министр иностранных дел), Мариано Ансо Сунгаррен (с 11.12.1937 министр юстиции)
- II кабинет Негрина (5.04.1937—1.04.1939): Франсиско Мендес Аспе (министр имущества и экономики), Антонио Велао Оньяте (министр общественных работ), Хосе Хираль и Перейра (министр без портфеля)